# 周家桥街道
周家桥街道，是中华人民共和国上海市長寧區下辖的一个街道办事处。面积1.95平方公里。户籍人口5.59万人。

## 行政区划
周家桥街道下辖以下居委会：
范北社区、三泾北宅社区、三泾南宅社区、武夷社区、沈家郎社区、周一社区、周二社区、杨家宅社区、锦屏社区、古南社区、上海花城社区、虹桥新城社区、长宁新城社区、中山公寓社区、大家源社区、虹桥万博花园社区、春天花园社区、天山河畔花园社区、仁恒河滨花园社区、天山华庭社区和新天地河滨花园社区。